# Jocelin von Furness
Jocelin von Furness (bl. 1175–1214) war ein englischer zisterziensischer Hagiograph, der für seine Lebensbeschreibungen der Heiligen Waltheof von Melrose, Patrick von Irland, Kentigern und Helena bekannt ist.

## Leben
Jocelin war Mönch in Furness Abbey (heute in Barrow-in-Furness, Cumbria). Er übersetzte oder adaptierte keltisches hagiographisches Material für anglonormannische Leser. Er schrieb für Bischof Jocelin von Glasgow das Buch Life of St. Kentigern or Mungo, (Vita S. Kentgerni) und für John de Courcy und Tommaltach, Bischof von Armagh, das Buch Life and Acts of St. Patrick (Vita S. Patricii). Sein Life of St. Waldeve, Second abbot of Melrose (Vita S. Waldevi) wurde geschrieben, um den Kult eines ehemaligen Abtes von Melrose († 1159) zu fördern. Sein Life of St. Helen (Vita S. Helenae) wurde vermutlich von einem Nonnenkloster in England in Auftrag gegeben. Darüber hinaus wird ihm das „Book of British bishops“ zugeschrieben.
Zudem wird behauptet, dass er auch Architekt und Abt von Rushen Abbey war, doch ist dies nur eine Hypothese unter mehreren.

## Ausgaben
- Alexander Penrose Forbes (Übers. und Hrsg.), Lives of S. Ninian and S. Kentigern, Edinburgh 1874
- George McFadden (Hrsg.), An Edition and Translation of the Life of Waldef, Abbot of Melrose, by Jocelin of Furness, unveröffentlichte Thesis, Columbia University, 1952
- Ingrid Sperber, Ludwig Bieler (Hrsg.), Life of St Patrick, in: Anthony Harvey, Angela Malthouse (Hrsg.) Royal Irish Academy Archive of Celtic-Latin literature, (2. erweiterte Ausgabe, ACLL-2)
- Ingrid Sperber, Clare Downham (Übers.), The Life of St Helena by Jocelin of Furness, in: Antonia Harbus (Hrsg.), Helena of Britain in Medieval Legend, Cambridge: Brewer, 2002 (online, abgerufen am 25. Mai 2019)

## Sekundärliteratur
- Helen Birkett, The Saints Lives of Jocelin of Furness: Hagiography, Patronage and Ecclesiastical Politics, Woodbridge 2010, ISBN 978-1-903153-33-8
- Clare Downham (Hrsg.), Jocelin of Furness: Essays from the 2011 Conference, Donington 2013, ISBN 978-1-907730-33-7
- John Thomas Gilbert, Jocelin (fl. 1200), in: Dictionary of National Biography, 1885–1900, Band 29, 1885.
- Cynthia Whidden Green, Saint Kentigern, Apostle to Strathclyde: a critical analysis of a northern saint, in: Medieval Sourcebook (online)
- Gearóid MacNiocaill: Jocelin v. Furness. In: Lexikon des Mittelalters (LexMA). Band 5. Artemis & Winkler, München/Zürich 1991, ISBN 3-7608-8905-0, Sp. 492.